# Sanmarinska fascistpartiet
Sanmarinska fascistpartiet (italienska: Partito Fascista Sammarinese, förkortat PFS) var ett högerextremistiskt parti i San Marino.
Partiet grundades av Giuliano Gozi som blev dess ordförande i augusti 1922. Bara två månader senare valdes två av partiets kandidater till regerande kaptener, vilket betyder att San Marino blev världens första fascistiska land; fyra veckor innan Mussolini tog makten i Italien.
Efter Sanmarinska fascistpartiets seger 1922 blev partiet det enda i landet. År 1923 avskaffades landets Stora och allmänna rådet som sedan ersattes med det fascistiska partiets eget organ som inbegrep några katoliker som inte var medlemmar i partiet.
År 1942 presenterade Gozi lagen som förbjöd äktenskap mellan judar och icke-judar.